# 水中処分母船1号型
水中処分母船1号型（すいちゅうしょぶんぼせん1ごうがた、英語: YDT-01 class diving tenders）は、海上自衛隊の潜水作業支援船の船級。支援船第2種に分類されており、公称船型は300トン型水中処分母船、計画番号はJ-166。自衛艦ではなく鋼船でもあるため、対機雷戦への投入は想定されていない。

## 来歴
従来、水中処分隊（EOD）の輸送・作業支援には、退役掃海艇を改造した特務船（YAS）が用いられてきた。しかしこれらの艇は老朽化が進んでおり、また改造艇であることから配置面での不合理や設備面での不足が指摘されるようになっていた。このことから、合目的性の高い新規設計船として計画されたのが本型である。
平成10年度に新船種として建造が認められ、1・2番船は1999年6月14日に起工された。

## 設計

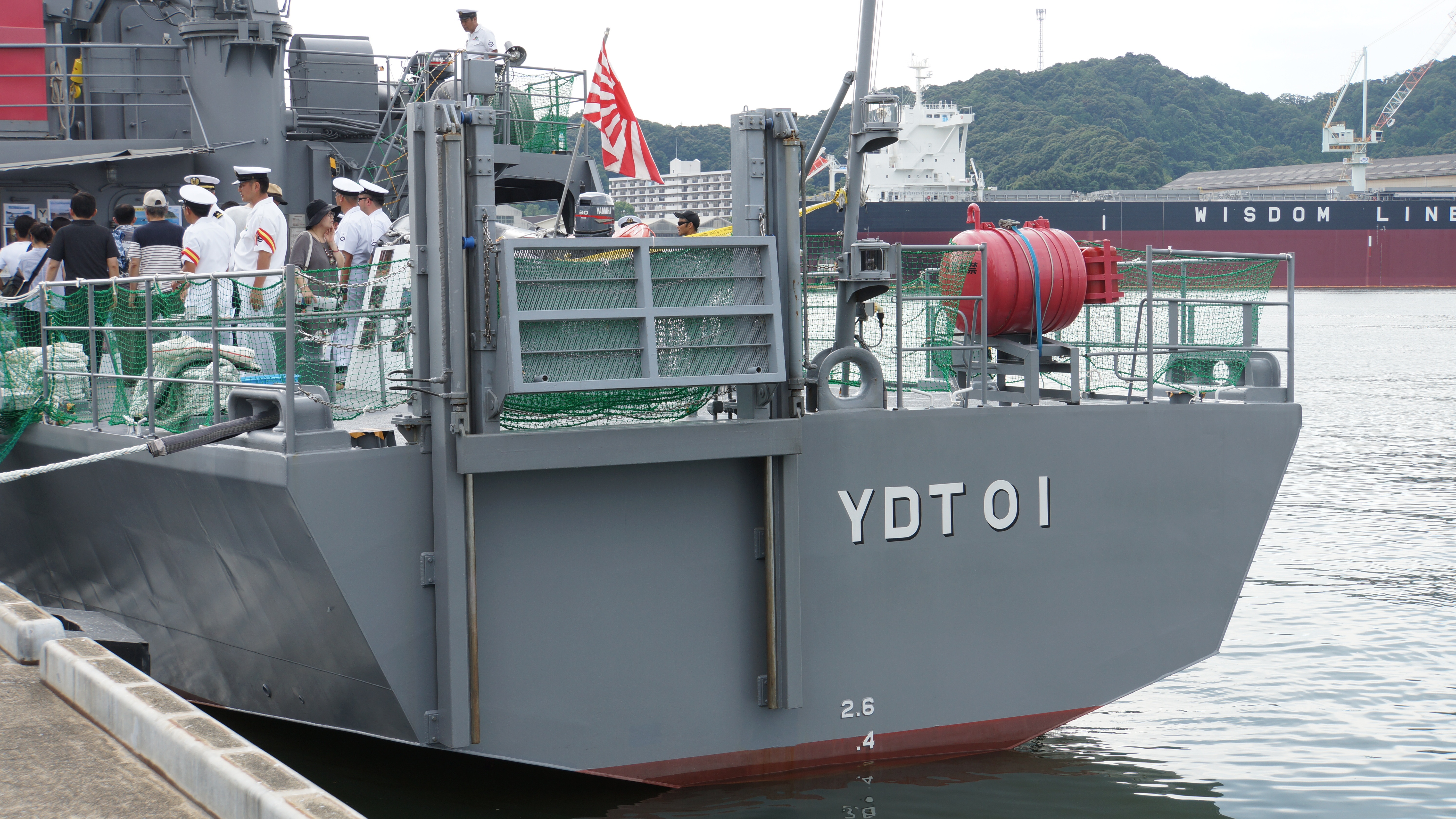
潜水員用昇降機

船型は、掃海艇と同様の角型船型・長船首楼型とされている。従来の特務船よりも1ノット高速を要求されたことから、方形係数（Cb）は小さくなっている。船体構造は縦肋骨方式、建材は軟鋼であり、日本海事協会（ClassNK）の鋼船規則CS編を参考にしている。上甲板が強力甲板および隔壁甲板とされており、これより上の船楼甲板および船橋甲板にはキャンバー（水はけを良くするための傾斜）が付されている。居住区は、船長室と士官寝室は船楼甲板に、また科員居住区は第2甲板に設定されており、寝台は2段ベッドとされている。なお乗員と水中処分員は混在することになっている。
船尾甲板は作業甲板とされており、船尾には潜水員用の昇降機が設けられている。作業甲板直前の船楼内にはEOD支援室が設置された。これは従来の特務船で2か所に分散していた整備区画と機器洗浄等の区画を集中配置したもので、作業区画、洗身・洗浄区画、乾燥区画、ボンベ充填区画の4区画に区分されており、また減圧症に対応するため再圧タンクも備えている。作業甲板の後部下方には気蓄器や器材用棚などを格納する倉庫が配置されているほか、船楼甲板後端には力量2トンの中折れ式油圧クレーンを備えており、搭載艇（4.9m複合型作業艇）や処分艇（水中処分員用のインフレータブルボート）、水中処分隊用器材などの揚降に用いられる。
主機関としては、4サイクル直列6気筒機関である新潟原動機6NSDL高速ディーゼルエンジン（単機出力750馬力）を2基搭載し、固定ピッチ式のスクリュープロペラ2軸を駆動する。また電源としては、出力120キロワットのディーゼル発電機を2基搭載しているが、うち1基は故障時のバックアップとされている。また機械室には温水ボイラーが設置されており、EOD支援室の洗身・洗浄区画や船内生活用に給水されている。

## 同型船一覧
| #      | 船名            | 造船所     | 起工      | 竣工           | 配属                              |
| ------ | --------------- | ---------- | --------- | -------------- | --------------------------------- |
| YDT-01 | 水中処分母船1号 | 横浜ヨット | 1999年6月 | 2000年3月24日  | 舞鶴水中処分隊 （舞鶴地方隊）     |
| YDT-02 | 水中処分母船2号 | 横浜ヨット | 1999年6月 | 2000年3月24日  | 大湊水中処分隊 （函館基地隊）     |
| YDT-03 | 水中処分母船3号 | 前畑造船   | 2000年7月 | 2001年3月21日  | 横須賀水中処分隊 （横須賀地方隊） |
| YDT-04 | 水中処分母船4号 | 前畑造船   | 2001年4月 | 2001年12月18日 | 呉水中処分隊 （呉地方隊）         |
| YDT-05 | 水中処分母船5号 | 前畑造船   | 2002年4月 | 2003年3月14日  | 佐世保水中処分隊 （佐世保地方隊） |
| YDT-06 | 水中処分母船6号 | 前畑造船   | 2002年4月 | 2003年3月14日  | 沖縄水中処分隊 （沖縄基地隊）     |

## ギャラリー

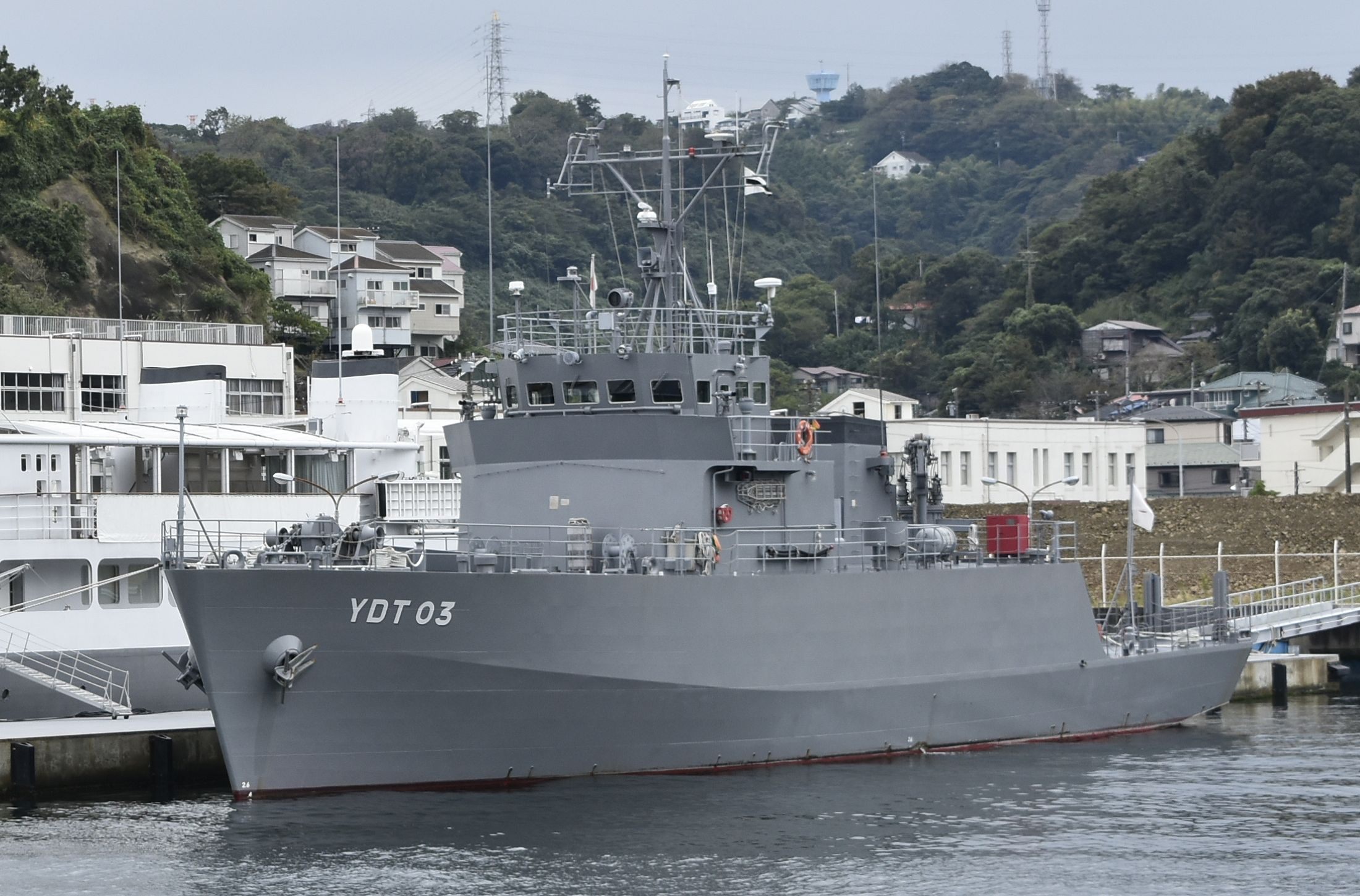
水中処分母船3号（YDT-03）（海上自衛隊横須賀基地にて2021年10月撮影）